# バーバリー

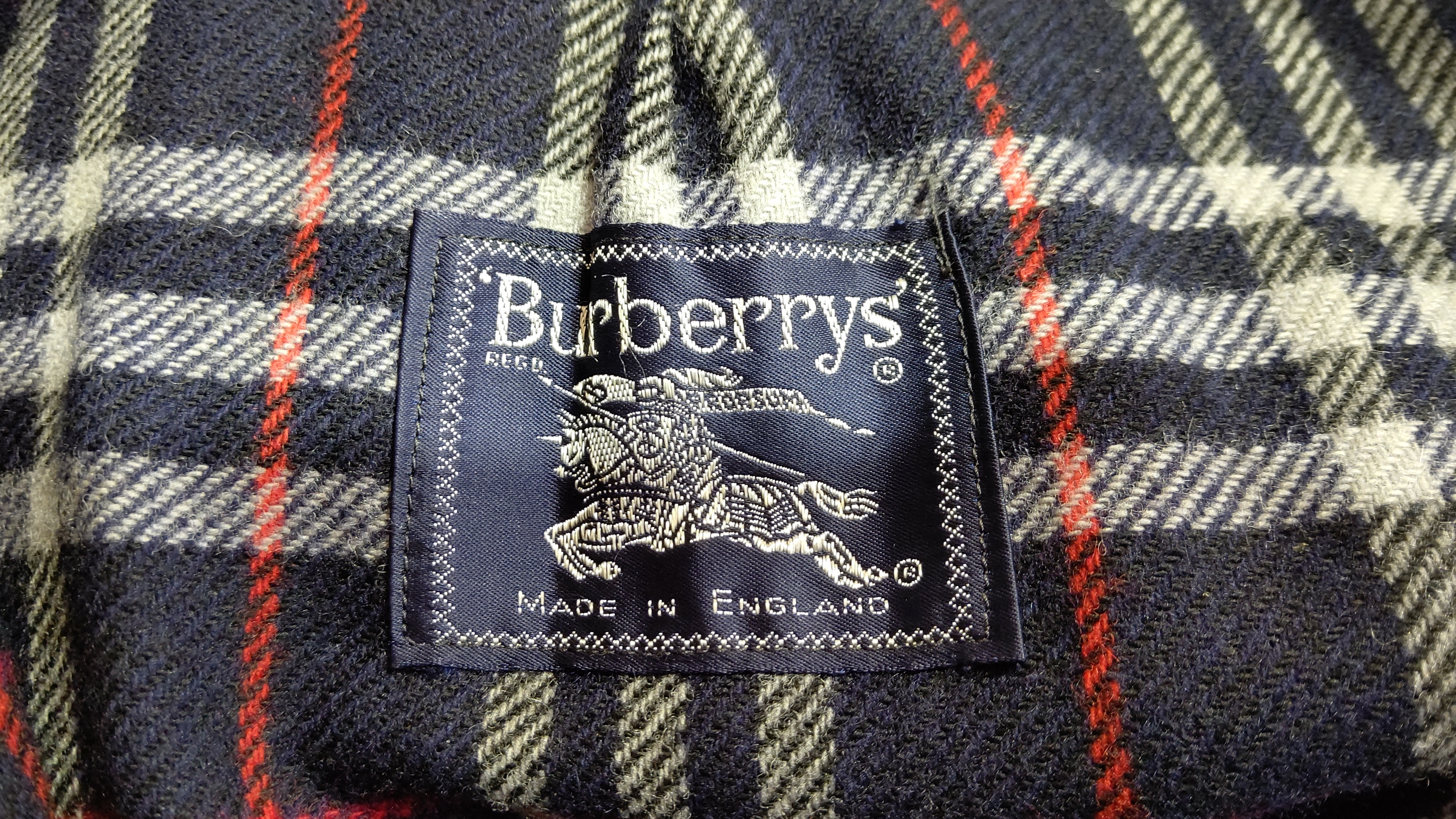
バーバリーのタグ

バーバリー（Burberry Group plc）は、イギリスを代表するファッションブランドの一つ。日本法人は、バーバリー・ジャパン株式会社。

## 歴史

### 創業とギャバジンの発明

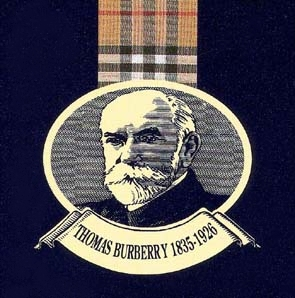
トーマス・バーバリー

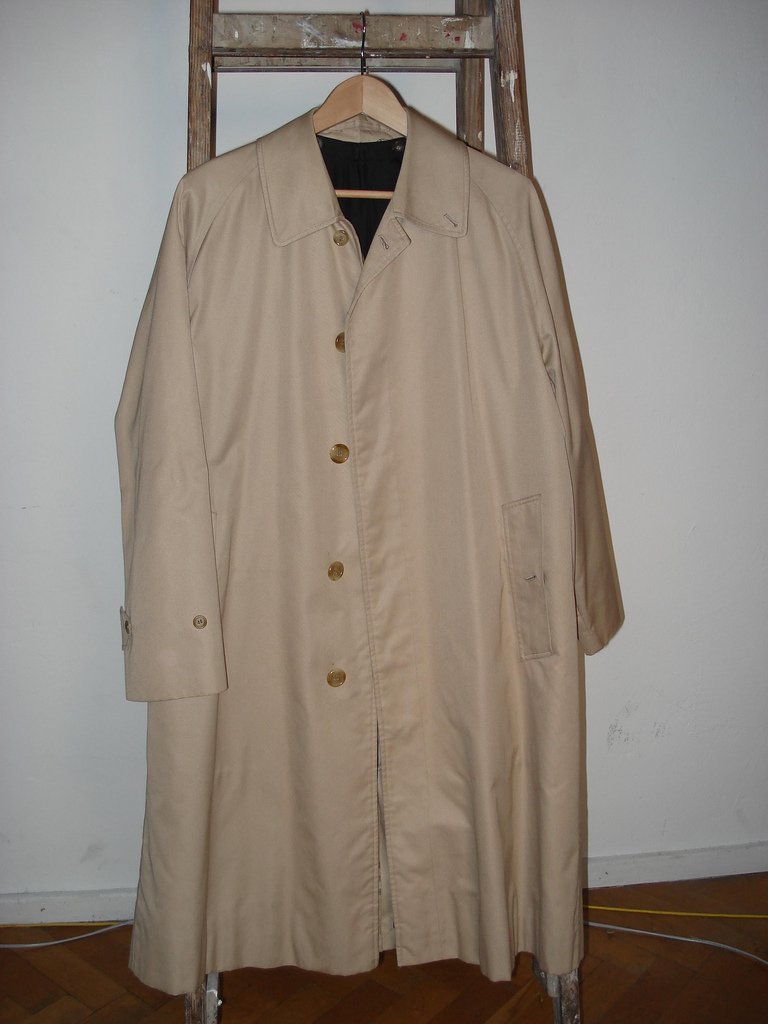
ステンカラーコート

1856年、イギリス帝国ハンプシャー州ベイジングストークで、当時21歳だったトーマス・バーバリーによって創立される。1870年、品質へのこだわりや生地の革新により大規模小売店へと発展。
1879年、農民が汚れを防ぐために服の上に羽織っていた上着をヒントにギャバジン（Gabardine, ギャバディン）といわれる耐久性・防水性に優れた新素材を発明した。1888年には特許を取得、1917年までその製造権を独占した。

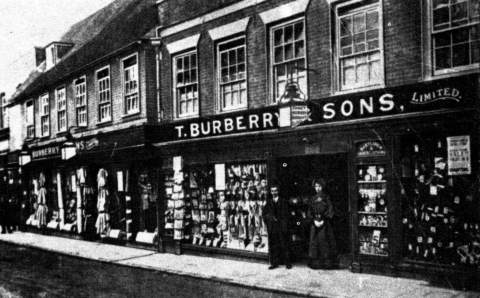
19世紀ロンドン・ヘイマーケットのThomas Burberry & Sons

1891年、ロンドンのヘイマーケット30番地にThomas Burberry & Sonsの本社兼店舗を置く。

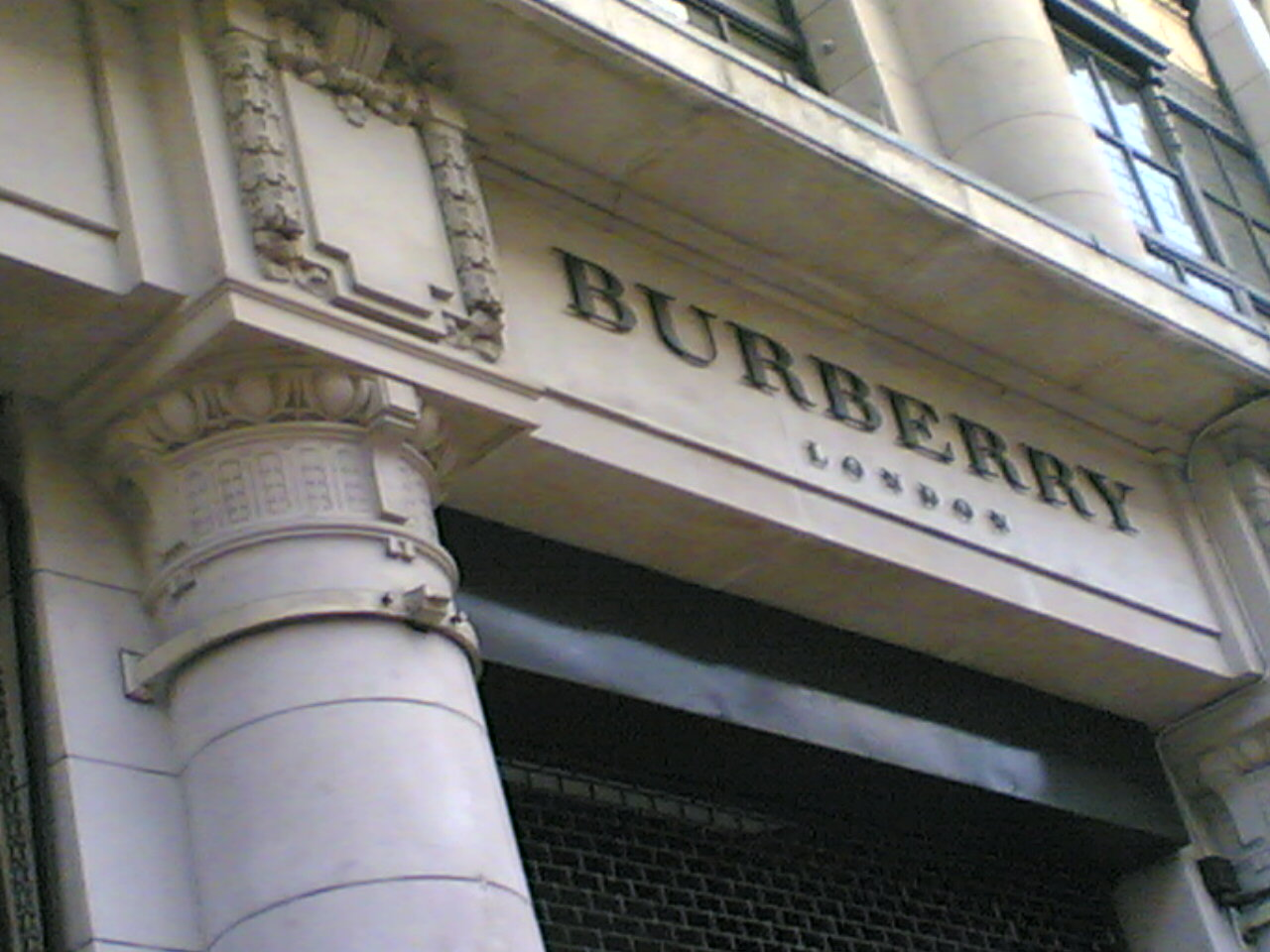
現在のヘイマーケット店

1912年、ヘイマーケット店が現在地に移転。

### トレンチコートの製造
1895年のボーア戦争の際、トレンチコートの前身となるイギリス人士官用の「タイロッケンコート（ひもでロックするという意味のボタンのないコート）」を製造した。
1901年に最初のカタログを発行した際、公募により「名誉・高潔・勇気」を意味する甲冑の騎士 (Equestrian Knight) のマークをレーベルデザインとして使用開始。「Prorsum」（プローサム）の旗はラテン語で「前へ」を意味している。
1914年、第一次世界大戦が勃発。軍部の要請により塹壕（トレンチ）での戦闘に合わせてタイロッケンコートに修正を加え、手榴弾や剣・水筒をぶら下げるD字型リングをコートに止め金として取り付けたトレンチコートを製造し英国陸海軍に正式採用された。大戦中に50万着以上着用され、終戦後には市民に広まった。
1926年、王室近衛連隊の士官用グレートコート(大外套)を製作。

### 冒険家の愛用
バーバリーの発明したギャバジン製の製品は極地探検家の防寒着やテスト・パイロットの飛行用衣料として愛用された。
1910年にロンドン・マンチェスター間の24時間以内飛行に初成功したイギリスのパイロット、クロード・グラハム＝ホワイトが着用。
1911年に南極点に到達したノルウェーの探検家ロアール・アムンセンと、同じく南極点を目指し遭難したイギリスの悲劇の探検家ロバート・スコットが奇しくもともに防寒具やテントとして使用。
1914年にアーネスト・シャクルトン率いる帝国南極横断探検隊が遭難、全員が奇跡の生還を遂げた際に防寒着として着用されていた。
1919年にジョン・オルコックとアーサー・ブラウンがビッカース ビミーでカナダのニューファンドランド島のセントジョンからアイルランドのクリフデンまでの初の大西洋無着陸横断飛行に成功した際に操縦服として着用。
1924年にエベレスト初登頂を目指したジョージ・マロリーが遭難した際にも、彼はバーバリー製のギャバジンのジャケットを着用していた。
1934年にロンドン-メルボルン間のマックロバートソン・エアレースにトム・キャンベル・ブラックとC.W.A.スコットがバーバリー製の操縦服を着用して優勝。
1937年にバーバリーのスポンサーによりA.E.クラウストンとベスティ・カーディ・グリーンがロンドン-ケープタウン間最速飛行に成功。

### ロイヤルワラント
1919年、ジョージ5世よりコート・ジャケット部門のイギリス王室御用達（ロイヤルワラント）を授かる。
1955年、エリザベス2世より、同部門のロイヤルワラントを授かる。
1989年、チャールズ3世（当時皇太子）より、同部門のロイヤルワラントを授かる。

### ファッションシーンでの展開
- 1924年、コートの裏地として使用されていたデザインを「バーバリー・チェック」として宣伝し、一大ブームを起こす。
- 1967年、パリのショーで発表された傘にバーバリー・チェックをコートの裏地以外で初めて使用。その後、バッグやマフラーなど様々なファッションアイテムに使用された。カラーバリエーションも最初のキャメル／赤／黒／白だけでなく、様々なカラーバリエーションを展開している。これらを「バーバリー・ロンドン」として長らく展開してきた。
- 1970年代以降、ブランドが市民の間でカジュアル化しサブカルチャーとの結び付きが増加、「プロールドリフト(プロレタリアン・ドリフトの略。高級商品やサービスの一般化を指し、ポール・ファッセルが著書『階級』で言及した)[3]」の一例として顧客層が大きく変化した。サッカーのフーリガンや不良学生、韓国でバーバリーマンと呼ばれるコート男型露出狂など、低俗さと結び付けた連想をされる傾向が1990年代まで続いた。このような結果、ブランドイメージは大きく低迷した。
- 1989年、創業以来の独立企業からグレート・ユニバーサル・ストアズ (GUS) に買収される。
- 1991年、普段着の新ブランド「トーマス・バーバリー」を英国でスタートし、2002年まで展開していた。
- 1997年、アメリカの高級デパートサックス・フィフス・アベニューの社長だったローズマリー・ブラヴォーが社長兼CEOに就任。彼女は、バーバリーの伝統的なイメージにモード性とモダン性を埋め込こみ、それを全世界統一のビジュアルキャンペーンとコレクションで表現したいと考え改革に着手。
- 1999年、デザインを統括するクリエイティブ・ディレクターにジル・サンダーのアシスタントデザイナーのロベルト・メニケッティを迎え、コレクションラインの「バーバリー・プローサム コレクション」を発表。ブランド名も「Burberry'S」から「BURBERRY」に、アイテムの大半も変更し新生バーバリーをスタートした。
- 2000年、子供服ラインのバーバリー・チルドレンを展開開始。
- 2001年、クリエイティブ・ディレクターのロベルト・メニケッティが退任、新たにグッチのレディース部門のシニアデザイナーを務めていたクリストファー・ベイリーを迎えた。
- 2002年、ロンドン証券取引所に上場。のちにFTSE 100の構成銘柄にも採用された。
- 2005年、ローズマリー・ブラヴォーがCEOを退任、アンジェラ・アーレンツに交代。
- 2006年、アメリカと、続いてイギリスにてオンラインショップを開始、2007年にはヨーロッパ全土へエリア拡大。
- 2009年、ロンドン・ウェストミンスターに新たなグローバル本社をオープン。クリストファー・ベイリーが新設ポジションのチーフ・クリエイティブ・オフィサー (CCO) に就任。
  - 2009年、バーバリーロンドンから分岐する形でデニム&アウターラインの「バーバリー・ブリット」とスポーツラインの「バーバリー・スポーツ」を展開開始。
  - 2009年、ARTOFTHETRENCH.COMと名づけられた、ソーシャル・ネットワーキング・サイトを開始。
- 2010年、ロンドン・ファッションウィークとBFC（英国ファッション評議会）の創立25周年を記念し「バーバリー・プローサム」のレディースコレクションを発表。
- 2011年、バーバリーワールドストアオープン。全世界にオンラインショッピング展開開始。
- 2012年、バーバリーロンドンのスーツアイテム拡充を目的として同ライン内に「バーバリーロンドン・テーラリング」を新設。同時にアイテム数の少なかった「バーバリー・スポーツ」を「バーバリー・ブリット」内に統合、「プローサム」「ロンドン」「ブリット」「チルドレン」の4種のラインにて展開。
- 2016年、「バーバリー プローサム」「バーバリー ロンドン」「バーバリー ブリット」の3つのコレクションを「バーバリー」レーベルに統合。
- 2017年、ジバンシーやセリーヌなどでCEOを務めてきたマルコ・コベッティがCEOに加わる[4]。CCO（チーフ・クリエイティブ・オフィサー）でCEOのクリストファー・ベイリーが退任を発表[5]。
- 2018年、CCOにリカルド・ティッシが就任。

## ギャラリー

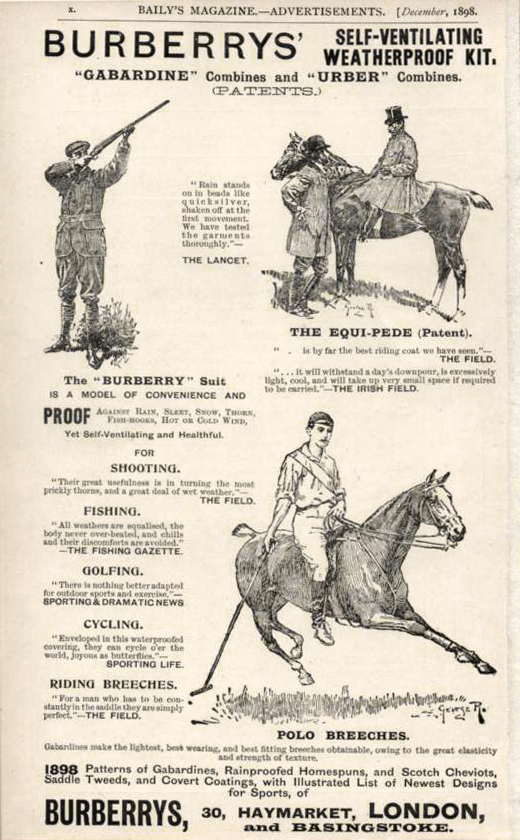
1898年のギャバジン衣料の広告
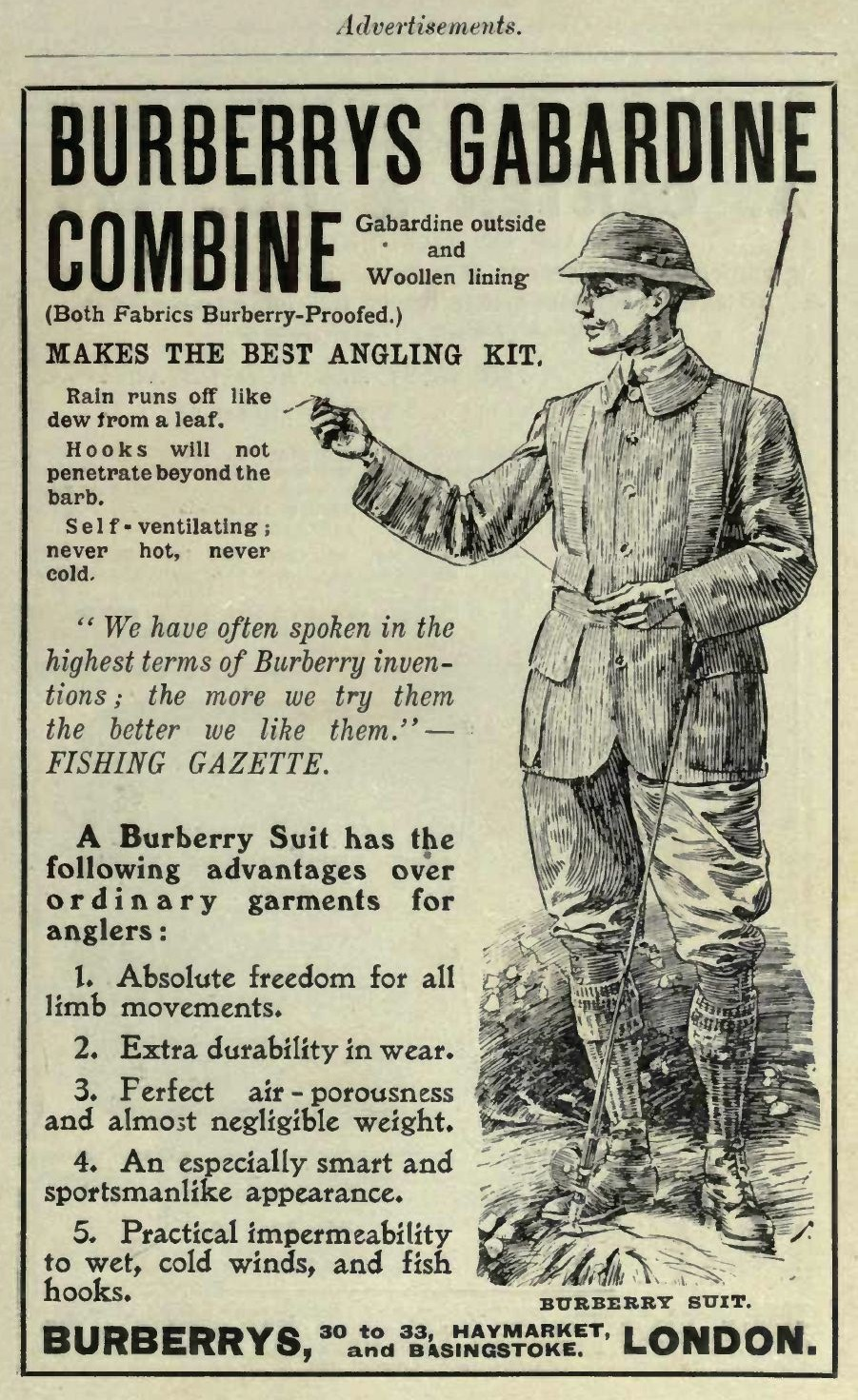
1908年のギャバジン衣料の広告
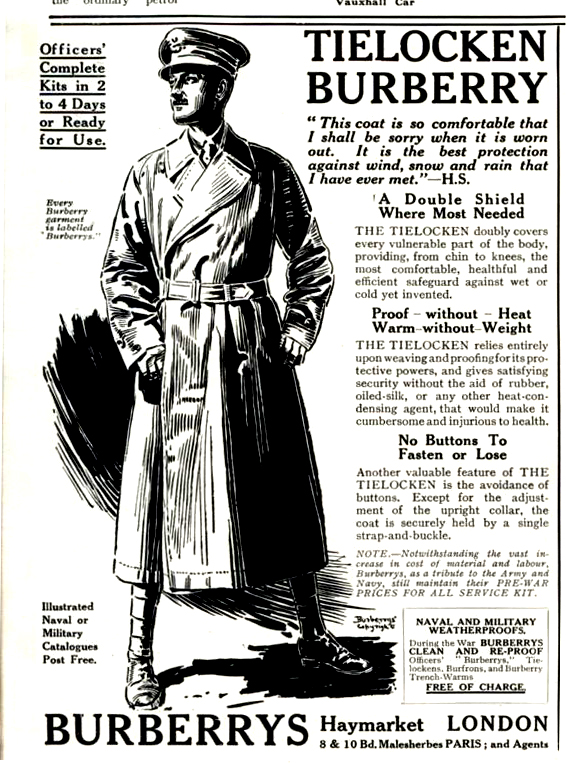
1916年のタイロッケンコートの広告
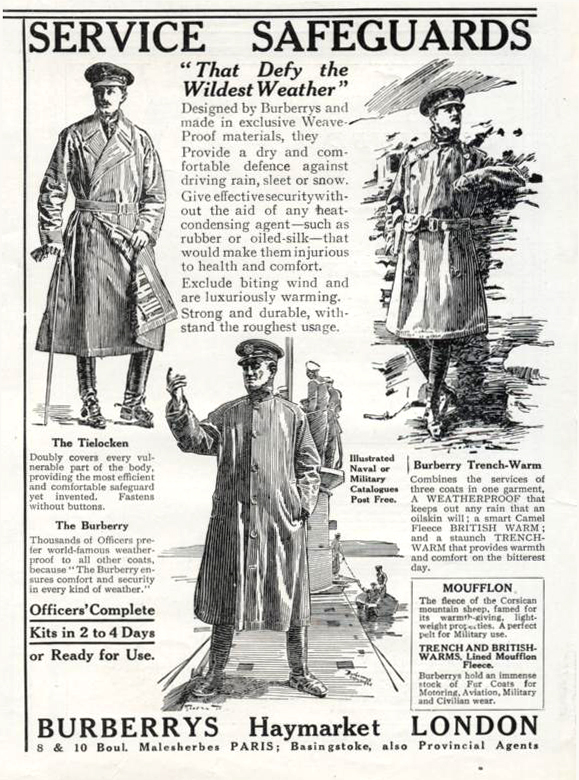
1916年のタイロッケンコート/海軍士官服/トレンチコートの広告
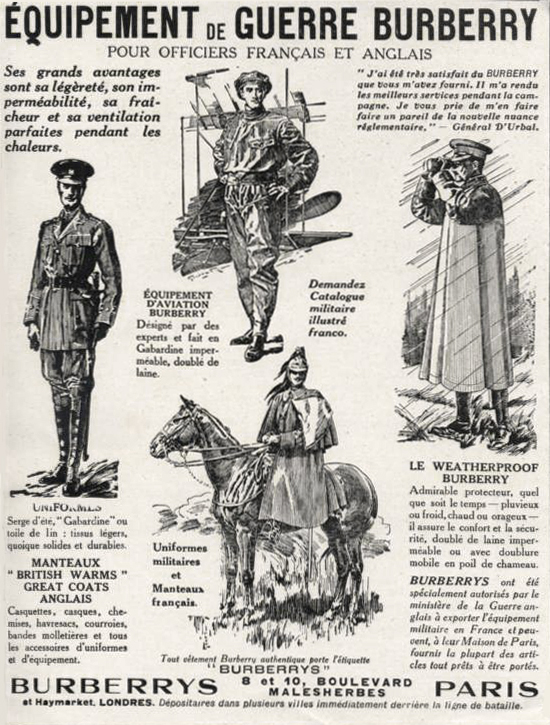
1916年のフランス軍服の広告
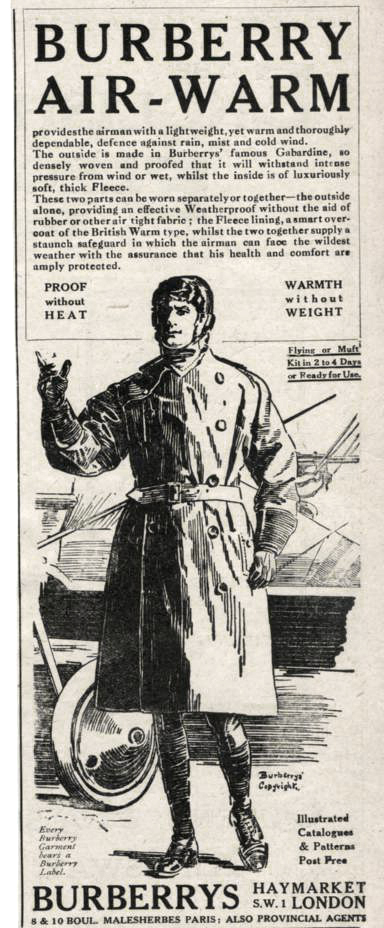
1920年の飛行服の広告

## デザイナー
現在のデザイナーはイギリス出身のダニエル・リー。ダニエルと言えば、2018年にボッテガ・ヴェネタ（Bottega Veneta）のクリエイティブ・ディレクターに就任し、同ブランドを復活に導いたデザイナー。ボッテガ・ヴェネタを一気にトレンドへ押し上げるという手腕を見せたダニエルが次にどのブランドへ行くのかは注目の的だったが、2022年バーバリーのデザイナーに就任した。前任のデザイナーであるリカルド・ティッシはBURBERRYにストリートテイストを持ち寄り、それまでとは違う新たな客層にリーチすることで大きく業績を伸ばすことに寄与した。

## 各界の愛用者
バーバリーのトレンチコートは各界から深く愛され、元英首相ウィンストン・チャーチル、作家アーサー・コナン・ドイル、喜劇俳優ピーター・セラーズ、女優キャサリン・ヘプバーン、ラッパーのジャ・ルール、チャンネルがーどまんのがーどまんなど数々の著名人が愛用した。
映画『ティファニーで朝食を』でオードリー・ヘプバーンが着用している。日本でも、宝塚歌劇団の男役がしばしば舞台上で着用している。
日本の漫画『ルパン三世』の銭形警部のトレンチコートはバーバリー製である。

## バーバリーチェック・商標侵害対策

バーバリークラシックチェック

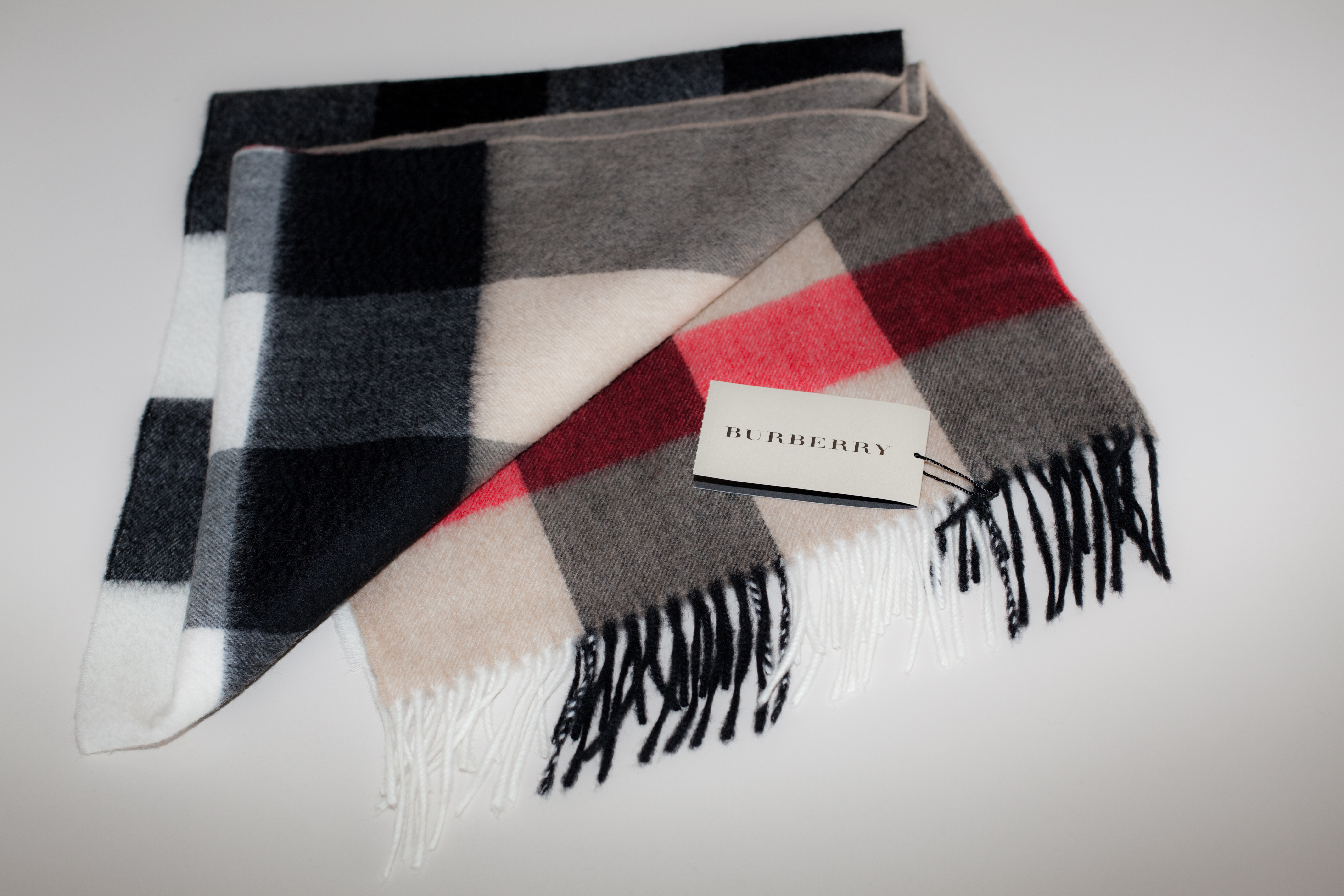
メガチェックのマフラー

キャメル地に黒・白・赤で構成されたバーバリーのチェックは細くて清楚な色合いが特徴で、「ヘイマーケットチェック」または「バーバリークラシックチェック」として知られている。
このチェック模様は1924年にバーバリーのトレンチコートの裏地に使用されたのが最初である。当時のイギリスでは「ウインドーペーン」（窓ガラスの意）といわれるタータンが多く使用されており、バーバリー・チェックは「カントリー・タータン」と呼ばれる柄からアレンジしたもので、公募で決定した。現在は「バーバリーチェック」として登録商標となっているが、1967年に初めて裏地以外で傘やスカーフやバッグなどを含む各種アイテムに展開して広く使用された。
バーバリー・チェックを含むバーバリーのコーポレートカラーには、日本限定のものを含めると、以下のバリエーションが存在する。近年は新たなチェック模様をデザインするなど、デザインの多様化が進みつつある。
ノバチェック
後に若者市場向けに太いラインで菱形で斜めにラインを配置し幅を広く取ったパターンとして登場したもので、特に女性向けハンドバッグなどでさわやかなイメージを出したい場合に多用されている。
ハウスチェック
ヘイマーケットを大きく拡大し、カラーも濃茶や白を使用してコントラストをはっきりさせた幅広のチェック。2006年に「Runway show of S/S 06」にてクリストファー・ベイリーが発表した。当初はコートやスーツやバッグのシャドウチェックなどを中心として使用されていたが、最近はレディースのバッグや革小物のデザインに多用されている。
メガチェック
ハウスチェックのラインの幅広バージョン。別名ジャイアントチェック。縦横に極太や細いラインを大胆に配置したカジュアル志向の強いチェックで、主に「バーバリー・ブリット」のシャツやバッグ、コート裏地などに多用されている。カラーバリエーションも多い。
スモークドチェック(1)
ブラウン地の濃淡と濃緑のラインを組み合わせた、ややミリタリーカラーにも近い渋く落ち着いたカラーのチェック。主にメンズのバッグや革小物等に多用されている。
スモークドチェック(2)
ハウスチェックの色調をベージュ地にブラウンの濃淡のラインに変更した、落ち着いたカラーのチェック。主にレディースのバッグや革小物等に使用されている。
ビートチェック
黒地にグレーの濃淡のラインを組み合わせたシャドウチェック調の落ち着いたチェック。主にバッグや革小物等に多用されている。
TBチェック
キャメル地にオレンジラインのチェック模様。1991年から展開された普段着ブランドの「トーマス・バーバリー」に使用されていたが、2002年にラインの廃止とともに姿を消した。
ブラックレーベルチェック
紺地または黒地に白と赤。日本オリジナル商品であるブラックレーベルにて使用されていた。
ブルーレーベルチェック
レディースは水色地または薄ピンク地に白と赤、メンズは黒地に白とベージュ。日本オリジナル商品であるブルーレーベルにて使用されていた。
バーバリー・ドット
ブルーレーベル2004S/Sシーズンから展開がスタートした。日本オリジナルのドット柄でブルーレーベルにて使用されていたが、近年はあまり使用されていない。

### 商標侵害対策
2022年時点に韓国ではバーバリーチェックを無断利用した制服がありふれていた。2019年にバーバリーは韓国で蔓延しているバーバリーチェックの商標侵害の指摘を行った。指摘を受け、済州島教育庁は島内学校の中で制服にバーバリーチェックと似た模様が使われた15校（中8、高7）に制服デザインを今後変更すると発表した。済州島のを含め、韓国全体で200校余りの制服が似たようなバーバリーチェックの商標侵害をしていることが分かった。

## 日本での展開
バーバリーはルイ・ヴィトンと並んで日本人に人気の高いブランドであり、日本市場における外資系ブランド売上げ第2位を占めていた。
日本での展開は、1915年に丸善がインポート商品としてレインコートの輸入を開始したのが最初である。
戦後は、1965年に三陽商会がインポート商品としてコートの輸入販売を開始し、1970年にバーバリーよりライセンスを受けて長らくのあいだ日本人の体格に合わせたライセンス製造の「バーバリー・ロンドン」を展開してきた。その重厚なイメージと高価さゆえ、日本の若年層にはあまり流行らないブランドでもあった。
このため、1996年に若年の富裕層をターゲットにバーバリーの伝統とトレンドを融合させた品のあるモダン・クラシックスタイルを提案すべく、バーバリーの監修による日本オリジナルブランドとして20歳のオードリー・ヘプバーンやジャクリーン・ケネディをイメージした18 - 25歳までの女性向けの「バーバリー・ブルーレーベル」を展開、安室奈美恵が愛用したことなどもあり大ブレイクした。1998年に男性向けとして25歳から35歳向けの「バーバリー・ブラックレーベル」も展開するなど、アダルト層だけでなく若い世代にもフォーマルからカジュアルまで広くアピールすることに成功した。2000年代以降の一時期は、「ブラックレーベル・ウィメンズ」（2013年6月まで）や「ブルーレーベル・メンズ」（2012年2月まで）も展開されていたが、2013年夏以降元の体制に戻された。
このほか、ゴルフウェア、子供服（ベビー・トドラー・スクール）も三陽商会が展開していた。
これら日本限定商品が幅広く展開される一方、日本で英国製品を入手することは旗艦店等の少数の直売店を除き困難となっていたが、2009年にインポート商品を取り扱う輸入総代理店として、バーバリー英国本社・三陽商会・三井物産の共同出資によりバーバリー・インターナショナルが設立された。「インターナショナル」設立後、2010年6月にてバッグ・革小物・スカーフなどはライセンス製造を中止しインポート物に一本化され、ラグジュアリーブランドとして本国商品の展開を本格化することとなった。
2011年にはそれまで欧米向にのみ展開していたバーバリー本社による英国製品の直販サイトをリニューアル、「バーバリーワールドストア」として全世界への直販を開始した。
2014年8月には日本法人を「バーバリー・ジャパン」に組織改編。三井物産・三陽商会が株式を手放し、本国バーバリー社の100％直轄となった。これと前後して、三陽商会のライセンスラインのブランドロゴがリニューアルされた。これにあたり、三陽商会によるバーバリーの製造ライセンス契約期間は、2020年までから2015年（同年の春夏物が最後）までに短縮された。
三陽商会ライセンスラインの展開は2015年春夏シーズンにて終了した。2015年秋冬シーズン以降「ブラックレーベル」「ブルーレーベル」は新たなレーベル名「クレストブリッジ」ブランドへと一新された。

### 日本国内の店舗
2000年には銀座（中央通り）に日本で初めてとなる旗艦店をオープン。2004年に2店目を表参道に開いたのに続き、2007年には丸の内に約300坪の旗艦店をオープンした。以上3店舗は三陽商会によって立ち上げられた。
「インターナショナル」・三陽商会ともに、全国各地の百貨店にも多数ショップを展開していた。「インターナショナル」の新店舗は、既存のバーバリー店舗を置き換えたわけではないため、「インターナショナル」取り扱い店舗と三陽商会取り扱い店舗の両方が存在する百貨店もみられたが、三陽商会の撤退により、現在はすべて「インターナショナル」取り扱い店舗のみとなっている。
「インターナショナル」設立後の2009年に銀座マロニエ通りが開店し、これと同時に表参道店の運営を「インターナショナル」が継承してインポート専門旗艦店として全面リニューアル。2012年には神戸の旧居留地にバーバリー神戸、2015年には大阪の心斎橋にバーバリー心斎橋、新宿の新宿三丁目にバーバリー新宿を開店し、現在の直営による旗艦店は国内5店舗となっている。
当初「インターナショナル」運営の旗艦店では店舗ごとに取扱いシリーズが異なっていたが、現在では全店がアパレルは「バーバリー（ロンドン）」と「プローサム」、およびインポートノンアパレル全般に統一されている。
2017年に「プローサム」は展開を終了しており現在は全てのラインが「バーバリー」に統一されている。

### インポート物と日本ライセンス物との違い
インポート物と日本ライセンス物とを比較した場合、ライン構成とセンス、また特に価格帯が大きな差として挙げられる。
とりわけ、縫製等の品質面においては、三陽商会の製品の評価が高かった。
ライセンス物は、バーバリー（ロンドン）、ブラックレーベル、ブルーレーベル、チルドレン、ゴルフと、5つの独自ラインナップで、バーバリーの持つ英国風センスを大事にしつつ、各ブランドごとのターゲット層に合わせた手頃な価格での展開が特徴であった。
ハンカチや寝具、下着などは、日本ライセンス独自の製品展開であり、本家の英国では販売されていなかった。
2019年現在、ライセンス展開は全て終了している。

### ブランドロゴ
ロゴは「Burberrys」と「BURBERRY」の二つが存在する。前者は前述の通り1999年のブランド名変更以前の製品についているものであり、それ以降はすべて「BURBERRY」に統一されている。

## 日本における旗艦店

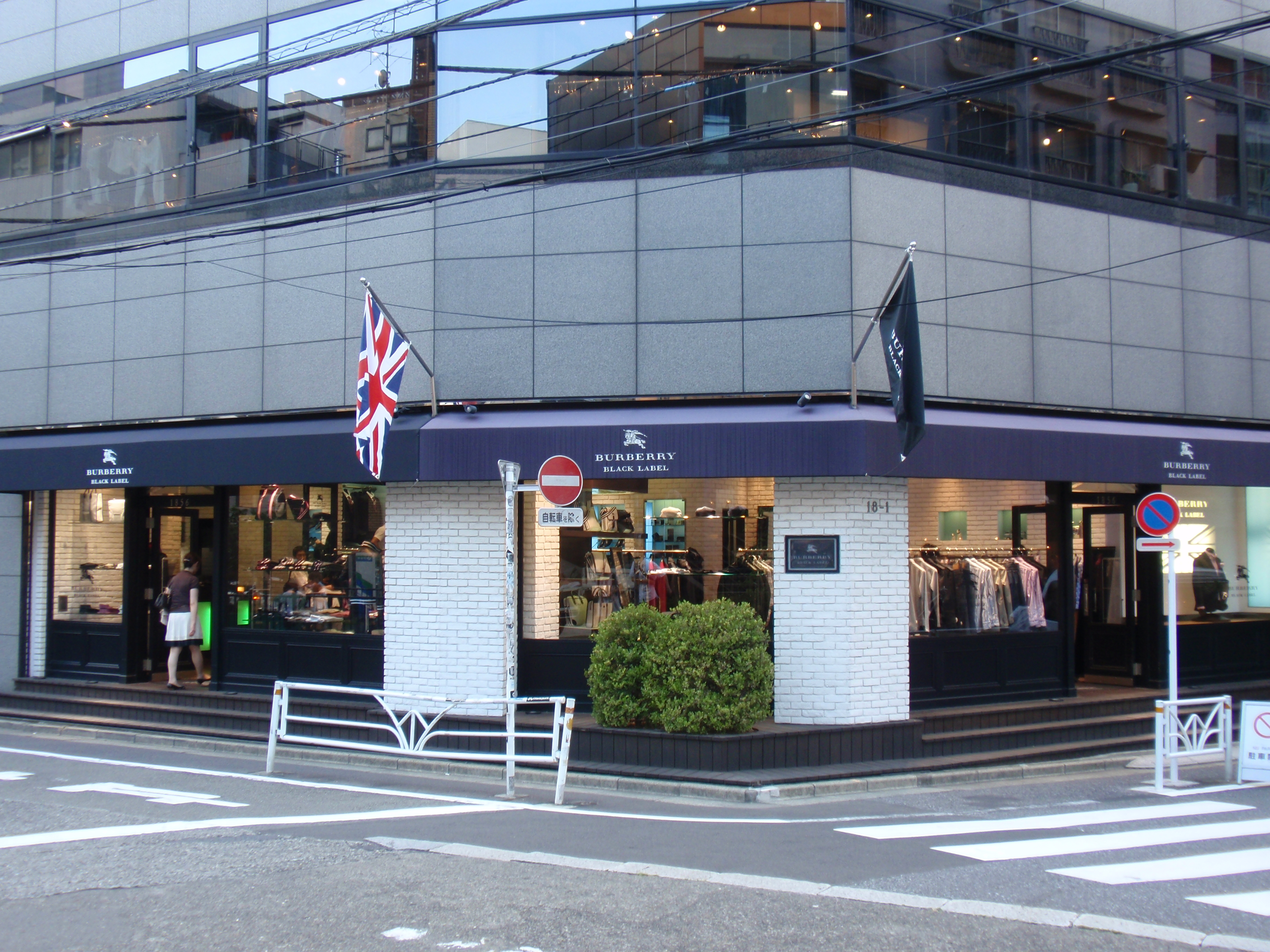
2015年に閉鎖された、旧バーバリーブラックレーベル渋谷店

日本におけるバーバリー・ジャパンによる旗艦店は以下の通りである（2024年1月現在）
バーバリー・ジャパンによる旗艦店（アパレル・ノンアパレル含むインポート物全般）
- バーバリー表参道
- バーバリー銀座
- バーバリー六本木ヒルズ
- バーバリー成田空港第2ターミナル
- バーバリー神戸[注釈 3]
- バーバリー心斎橋[注釈 4]

その他各地の百貨店・ファッションビル・アウトレット内にてインショップ展開がされている。

## 日本における各種ライセンス商品

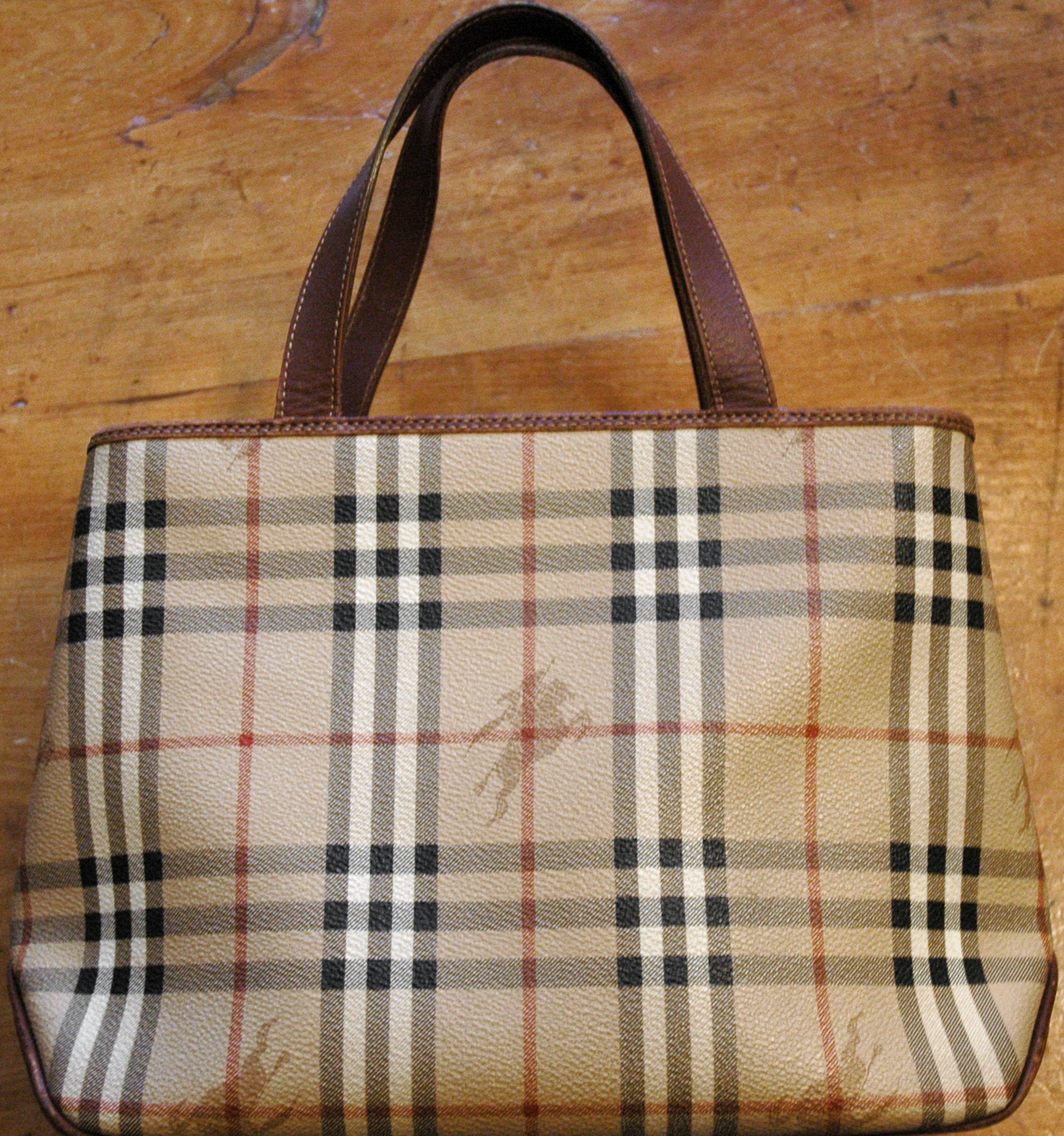
バーバリーのハンドバッグ

アパレル以外にも各種商品がライセンス契約により日本などのメーカーで製造され国内で販売されていた。これらのうち眼鏡と腕時計はバーバリーへ直接納品されていた(2019年に終了)。
ライセンス物とインポート物の簡単な見分け方としては、ライセンス物は紺地のタグで裏面にライセンス製造の標記、インポート物はベージュまたは白のタグである。
現在はすべてライセンス終了し、バーバリー・インターナショナルによるインポート物に完全移行している。
ライセンスによるバーバリー商品の製造元(すべてライセンス終了済)
- アパレル - LONDON,BLUE LABEL,BLACK LABEL,GOLF,CHILDREN - 三陽商会
- 靴 - 大塚製靴
- 鞄・革小物 - 西川
- ベルト - 根岸商会
- ワイシャツ - フェールムラカミ
- ネクタイ - アラ商事
- ハンカチ - ブルーミング中西
- 傘、スカーフ - オーロラ
- 靴下、アンダーウェア類 - 福助
- タオル、寝具 - 西川産業（東京西川)
- 時計 - フォッシルジャパン
- 眼鏡およびサングラス - ミラリジャパン
- 香水・化粧品 - ブルーベル・ジャパン
- 文房具 - ぺんてる